# 约亨·莱特曼
约亨·莱特曼（德語：Jochen Lettmann，1969年4月10日—），德国男子皮划艇运动员。他曾代表德国参加1992年和1996年夏季奥林匹克运动会皮划艇比赛，其中1992年奥运会获得一枚铜牌。